# 土師村 (鳥取県)
土師村（はじそん）は、かつて鳥取県八頭郡にあった村。1903年（明治36年）に発足し、1935年（昭和10年）に廃止された。現在の八頭郡智頭町にあたる。

## 歴史

### 沿革
- 1889年（明治22年）10月1日 - 町村制の施行により、智頭郡山根村、三田村、穂見村、木原村、埴師村、横田村、三吉村、慶所村の区域をもって智頭郡中田村が発足。
- 1896年（明治29年）4月1日 - 郡制の施行により、「八上八東智頭郡役所」の管轄地域をもって八頭郡が発足。同日智頭郡廃止。
- 1903年（明治36年）2月4日 - 中田村が改称し、土師村となる。
- 1927年（昭和2年）9月22日 - 県議会選挙で村内の投票総数237票のうち236票が無効となる。投票管理者が投票用紙に村役場の印を加えていたため「正規の投票用紙でないもの」と判断されたもの[1]。
- 1935年（昭和10年）2月20日 - 八頭郡智頭町、山形村、那岐村と新設合併し、改めて智頭町が発足。同日付で土師村が廃止。

## 教育
- 土師尋常小学校

## 名所・旧跡
- 河野神社
- 土師神社
- 向田神社
- 秡谷神社
- 清滝山多聞寺（高野山真言宗）
- 谷井山持雲寺（高野山真言宗）

## 出身者
- 西河克己 - 映画監督。